# Кин, Майкл (музыкант)
Майкл Кин (англ. Michael Keene; род. 1986) — гитарист, вокалист, композитор и продюсер американской группы «The Faceless», исполняющей музыку в стиле техничный дэт-метал.
Родился в семье музыкантов. Его отец, будучи джазовым исполнителем, привил сыну любовь к гитаре (юный Майкл взял инструмент в руки в 5 лет), а мать научила играть на пианино. В 2003 году собирает группу под названием «The Faithless», которая вскоре становится известна как «The Faceless». Сам Кин признавался, что на его творчество очень сильное влияние оказал джаз, а также группы «Extol» и «Godflesh». Является единственным участником «The Faceless», остающимся в составе группы со времени её создания.
Является композитором практически всех песен группы, продюсером, а также автором текстов.

## Карьера
В 2003 году собирает группу под названием «The Faceless» совместно с басистом Брендоном Гриффином. Записав в 2006 альбом под названием «Akeldama», группа отправляется в турне, а также выступает на ежегодном летнем фестивале Summer Slaughter. В 2008 году с приходом нового барабанщика группа записывает второй альбом «Planetary Duality» и отправляется в почти 3-летний тур. После множества ссор, группу покидает басист, затем вокалист, а вскоре и гитарист. Найдя им замену, в 2012 группа записывает 3-й студийный альбом «Autotheism» и выступает на фестивале Summer Slaughter в качестве хедлайнера. Таким образом Кин является единственным постоянным участником группы, а также её лидером.

## Оборудование
Долгое время Кин использовал гитары марки «Washburn», имея подписную гитару зелёного цвета с пентаграммой между датчиков. Сейчас использует гитары марки «Jackson».